# Conus macleayana
Conus macleayana é uma espécie de gastrópode do gênero Conus, pertencente a família Conidae.